# Marsena E. Cutts
Marsena Edgar Cutts (* 22. Mai 1833 in Orwell, Vermont; † 1. September 1883 in Oskaloosa, Iowa) war ein US-amerikanischer Politiker. Zwischen 1881 und 1883 vertrat er den Bundesstaat Iowa im US-Repräsentantenhaus.

## Werdegang
Marsena Cutts besuchte die öffentlichen Schulen seiner Heimat und danach die St. Lawrence Academy in Potsdam (New York). Im Jahr 1853 zog er nach Sheboygan Falls in Wisconsin, wo er zwei Jahre lang als Lehrer arbeitete. Nach einem Jurastudium und seiner im Jahr 1855 erfolgten Zulassung als Rechtsanwalt begann er in Montezuma (Iowa) in seinem neuen Beruf zu praktizieren. In den Jahren 1857 und 1858 war er Bezirksstaatsanwalt im Poweshiek County.
Cutts war Mitglied der Republikanischen Partei. Im Jahr 1861 saß er als Abgeordneter im Repräsentantenhaus von Iowa; zwischen 1864 und 1866 gehörte er dem Staatssenat an. Danach war er in den Jahren 1870 bis 1872 erneut Abgeordneter im Repräsentantenhaus von Iowa, ehe er Attorney General des Staates wurde. Dieses Amt bekleidete er zwischen 1872 und 1877.
1880 wurde Cutts im sechsten Wahlbezirk von Iowa in das US-Repräsentantenhaus in Washington, D.C. gewählt. Dort trat er am 4. März 1881 die Nachfolge von James B. Weaver an. Allerdings hatte er die Wahl nur mit einem Vorsprung von 106 Wählerstimmen gegen John C. Cook, den gemeinsamen Kandidaten der Demokratischen Partei und der Greenback Party, gewonnen. Cook legte gegen das Wahlergebnis Widerspruch ein. In der Zwischenzeit übte Curtis sein Mandat im Kongress aus. Der Kongress entschied erst kurz vor Ende der Legislaturperiode über den Wahleinspruch zu Gunsten von Cook. Dieser konnte dann am 3. März 1883, dem letzten Tag der Sitzungsperiode, Cutts ablösen. Da dieser aber bei den Wahlen des Jahres 1882 wiedergewählt worden war, konnte er schon am 4. März 1883, nur einen Tag später, sein altes Mandat wieder übernehmen und bis zum 1. September 1883 ausüben, als er einer Tuberkulose-Erkrankung erlag. Die fällige Nachwahl gewann dann Cook, der die angebrochene Legislaturperiode bis zum 3. März 1885 beendete.